# Acropimpla davaonica
Acropimpla davaonica är en stekelart som beskrevs av Baltazar 1961. Acropimpla davaonica ingår i släktet Acropimpla och familjen brokparasitsteklar. Inga underarter finns listade i Catalogue of Life.